# Robert Fuchs (Maler)
| Diese Baustelle befindet sich fälschlicherweise im Artikelnamensraum. Bitte verschiebe die Seite oder entferne den Baustein {{Baustelle}}. |

Solltest du über eine Suchmaschine darauf gestoßen sein, bedenke, dass der Text noch unvollständig sein und Fehler oder ungeprüfte Aussagen enthalten kann. Wenn du Fragen zum Thema hast, nimm Kontakt mit den Autoren auf.
Robert Fuchs war ein österreichischer Maler dessen Werk im Austrofaschismus, Nationalsozialismus und in der Nachkriegszeit geschätzt wurde. Er war illegaler Natuonalsozialist.
1. ↑  https://www.geschichtewiki.wien.gv.at/Robert_Fuchs_(Maler)